# Holzkirchen von Sălaj
Die Holzkirchen von Sălaj gehören zur Gruppe der transsylvanischen und zur Familie der rumänischen Holzkirchen. Im Kreis Sălaj gibt es 68 Holzkirchen auf der Liste der historischen Monumente. Die ältesten stammen aus dem 16. Jahrhundert und die neuesten aus dem 19. Jahrhundert. Die meisten wurden im 18. Jahrhundert gebaut. 
Es folgt eine Liste von erhaltenen Holzkirchen (fetter Text), mit einigen nicht mehr existierenden Kirchen (kursiver Text) ergänzt.
| 16. Jahrhundert - 1547 Bulgari - 1558 Racâș - 1587 Peceiu | 17. Jahrhundert - 1630 Fildu de Jos - 1632 Sighetu Silvaniei - 1643 Zimbor - 1645 Baica - 1658 Gâlgău - 1660 Căpâlna - 1665 Letca, a iobagilor - 1690 Bârsău Mare - 1695 Bălan Josani - Bălan Cricova - Șoimușeni - Vădurele - Ileanda - Negreni - Poarta Sălajului - Doba Mică - Românași | 18. Jahrhundert - 1700 Valcău de Sus - 1700 Valcău de Jos - 1700 Vârteșca - 1700 Zalnoc - 1701 Brusturi - 1707 Sârbi - 1707 Măgura - 1707 Ciula - 1717 Hida - 1720 Dobrin - 1721 Brâglez - 1721 Ban - 1722 Aleuș - 1727 Fildu de Sus - 1730 Păușa - 1730 Prodănești - 1730 Moigrad - 1738 Nadiș - 1739 Chichișa - 1740 Glod - 1749 Horoatu Cehului - 1753 Domnin - 1754 Bezded - 1756 Jac - 1758 Borza - 1759 Brebi - 1765 Cehei - 1768 Gălpâia - 1773 Cizer - 1778 Sânmihaiu Almașului - 1778 Stâna - 1780 Poiana Onții - 1781 Ulciug - 1791 Stoboru - 1792 Porț - 1797 Chechiș - 1798 Buzaș | 18. Jahrhundert - Creaca - Solomon - Var - Petrindu - Bozna - Tusa - Romita - Turbuța - Cubleșu - Strâmba Kloster - Ciumărna - Derșida - Bârsa - Bocșița - Letca, a nobililor - Muncel - Camăr - Chieșd - Sânpetru Almașului - Tămașa - Bobota - Chendrea - Mesteacănu - Adalin - Ciureni | 19. Jahrhundert - 1806 Dragu - 1810 Răstolțu Deșert - 1811 Fildu de Mijloc - 1813 Lozna - 1817 Fodora - 1821 Zalha - 1822 Voivodeni - 1832 Inău - 1833 Răstoci - 1840 Răstolț - 1842 Noțig - 1848 Husia - 1851 Chendremal - 1857 Mierța - 1857 Sântă Măria - 1862 Bercea - 1862 Piroșa - 1863 Poienița - 1864 Toplița - 1870 Lozna Tal - 1875 Preluci - Cuciulat - Podișu - Purcăreț - Bălan Kloster |